# 科斯蒂亞 (新墨西哥州)
科斯蒂亞（英語：Costilla）是位於美國新墨西哥州陶斯縣的普查規定居民點。

## 人口
根據2020年美國人口普查的數據，科斯蒂亞的面積為7.84平方千米，皆為陸地。當地共有人口177人，而人口密度為每平方千米22.58人。